# Бежђеђе
Бежђеђе је насељено мјесто у општини Невесиње, Република Српска, БиХ. Према попису становништва из 1991. у насељу је живјело 151 становника.

## Становништво
| Националност | 1991. | 1981. | 1971. | 1961. |
| Срби         | 151   | 212   | 321   | 283   |
| Југословени  |       | 1     |       |       |
| непознато    |       | 1     |       |       |
| Укупно       | 151   | 214   | 321   | 283   |

| Демографија | Демографија | Демографија |
| Година      | Становника  | Становника  |
| ----------- | ----------- | ----------- |
| 1961.       | 283         |             |
| 1971.       | 321         |             |
| 1981.       | 214         |             |
| 1991.       | 151         |             |